# IFK Holmsund

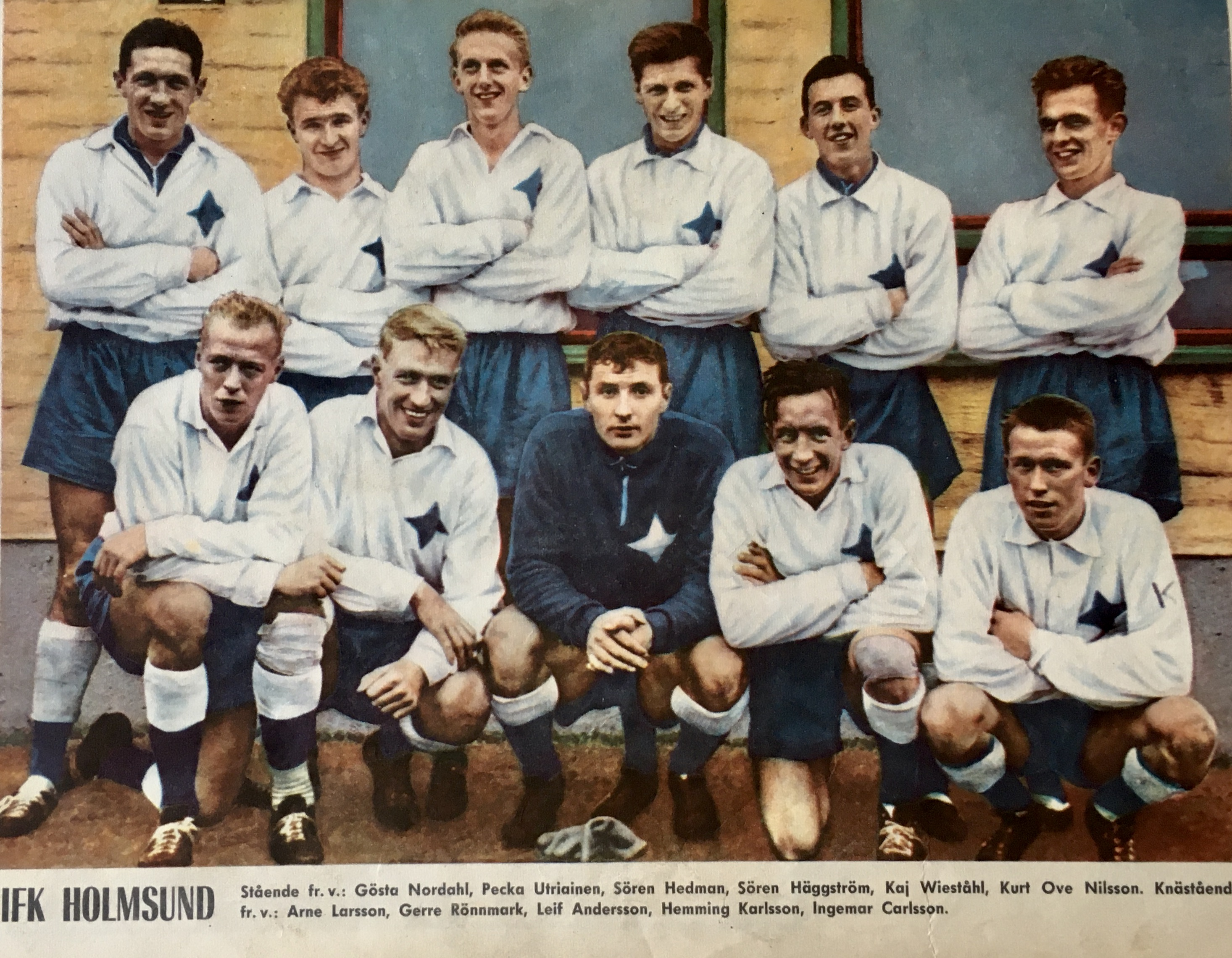
IFK Holmsund 1960 med bland andra Gösta Nordahl i laget – stående i övre raden längst till vänster.

IFK Holmsund, bildad 8 juni 1923, är en idrottsförening från Holmsund i Umeå kommun. Hemmaplanen heter Kamratvallen och träningsplanen Kompisvallen.

## Historik
IFK Holmsund spelade i Allsvenskan 1967, men föll ur efter att med tre vinster och en oavgjord match skrapat ihop 7 poäng.
Efter några års frånvaro från de högre serierna återkom IFK Holmsund till landets näst högsta serie, division 1 norra, 1988 och slutade då på en åttonde plats. 1989 vann Holmsund den avgörande matchen mot Kiruna FF och på så sätt gick Kirunas allsvenska dröm i kras. Kiruna FF ledde division 1 nästan hela säsongen och förlorade serieledningen i de 2–3 sista omgångarna. 1990 hamnade Holmsund näst sist i division 1 norra, men på grund av ekonomiska svårigheter tvingades klubben att gå i konkurs, och startade om i division 7 under namnet Holmsunds FF.
Föreningen klättrade snabbt tillbaka uppåt i seriesystemet till division 4. Samtidigt spelade grannföreningen Obbola IK i division 2 med många av spelarna från IFK Holmsunds gamla lag. Eftersom Holmsund hade bättre förutsättningar och anor från spel i högre serier bestämde klubbarna att division 2-laget skulle finnas i Holmsund och division 4-laget i Obbola. Se vidare: Obbola/IFK Holmsund. 2001 var namnbytet klart och IFK Holmsund hade återuppstått. Efter att Holmsund 2008 åkt ur division 2 beslutade föreningen att lägga ner A-laget.
I december 2009 togs beslutet att IFK Holmsunds herrlag skall börja spela igen i division 6 och driva ett samarbete tillsammans med Sandviks IK på ungdomssidan. 2014 anlitade IFK Holmsund Vanessa Mångsén som tränare för herrlaget i div 4. Mångsén blev utsedd till Årets tränare 2015 vid Umeå Idrottsgala.
Under 1960-talet nådde klubben lokala framgångar i bandy, och blev västerbottniska distriktsmästare.

## Profiler
Den mest kända profil som representerat IFK Holmsund är Vinnie Jones, som år 1986 spelade en säsong innan han återvände till Wimbledon FC. Mer aktuell är Mikael Dahlberg som spelade två säsonger i Holmsund innan han via Umeå FC och GIF Sundsvall gick vidare till Djurgårdens IF Fotboll. Även Gösta Nordahl har representerat klubben; han gjorde sin allsvenska debut i IFK Holmsund innan han följde sina två äldre bröders – Gunnar och Knut Nordahl – fotspår till IFK Norrköping. Den georgiske fotbollsspelaren Ramaz Sjengelia spelade för klubben mellan år 1989 och 1990 och avslutade sin karriär i IFK Holmsund.